# James Parrott
James Parrott (Baltimora, 2 agosto 1897 – Dallas, 10 maggio 1939) è stato un regista, attore e sceneggiatore statunitense.

## Biografia
Figlio di Bianca Parrott e Charles Thompson, rimase orfano ad appena cinque anni, quando il padre morì per un infarto. La famiglia si ritrovò in condizioni finanziarie miserevoli che costrinsero il giovane fratello Charley a lasciare la scuola per trovarsi un lavoro per mantenere la madre e il fratello. Charley a 16 anni si sentì attratto dal teatro di rivista, dove lavorò come cantante e scrittore di commedie musicali.
Introdotto dal fratello, ormai noto come il comico Charley Chase, nell'ambiente cinematografico, dopo una serie di cortometraggi girati come attore protagonista con il soprannome di "Paul Parrott", nel 1928 James cominciò a dirigere le comiche di Stan Laurel e Oliver Hardy, dando buona prova di sé per le sue capacità di regista.
Con l'avvento del cinema sonoro divenne uno dei principali registi della coppia di comici di cui diresse una trentina di pellicole.
Dal 1930 Parrott cominciò ad avere gravi problemi di droga, il che non gli impedì di realizzare uno dei migliori film comici di tutti i tempi, La scala musicale, che venne premiato come miglior cortometraggio con l'Oscar (1932).
La sua tossicodipendenza però gli fece perdere la fiducia della maggiori case di produzioni, come quella di Hal Roach, anche se continuò a lavorare nei film con Stan Laurel e Oliver Hardy sino al 1938.
Morì il 10 maggio 1939 a Dallas (Texas), secondo il referto ufficiale per un attacco cardiaco. Riposa nel Forest Lawn Memorial Park di Glendale, California.

## Filmografia

### Attore
- Hit Him Again, regia di Gilbert Pratt (1918)
- A Gasoline Wedding, regia di Alfred J. Goulding (1918)
- Look Pleasant, Please, regia di Alfred J. Goulding (1918)
- Here Come the Girls, regia di Fred Hibbard (1918)
- Let's Go, regia di Alfred J. Goulding (1918)
- Follow the Crowd (1918)
- Pipe the Whiskers, regia di Alfred J. Goulding (1918)
- It's a Wild Life, regia di Gilbert Pratt (1918)
- Hey There!, regia di Alfred J. Goulding (1918)
- Kicked Out, regia di Alfred J. Goulding (1918)
- Two-Gun Gussie, regia di Alfred J. Goulding (1918)
- Fireman Save My Child, regia di Alfred J. Goulding (1918)
- Sic 'Em, Towser, regia di Gilbert Pratt (1918)
- Somewhere in Turkey', regia di Alfred J. Goulding (1918)
- An Ozark Romance', regia di Alfred J. Goulding (1918)
- Kicking the Germ Out of Germany', regia di Alfred J. Goulding (1918)
- That's Him', regia di Alfred J. Goulding (1918)
- Bride and Gloom (1918)
- Two Scrambled, regia di Gilbert Pratt (1918)
- No Place Like Jail, regia di Frank Terry (1918)
- Why Pick on Me? (1918)
- Just Rambling Along, regia Hal Roach (1918)
- Hear 'Em Rave, regia di Gilbert Pratt (1918)
- She Loves Me Not (1918)
- Do You Love Your Wife?, regia di Hal Roach (1919)
- Wanted - $5,000, regia di Gilbert Pratt (1919)
- Going! Going! Gone!, regia di Gilbert Pratt (1919)
- Hustling for Health, regia di Frank Terry (1919)
- Ask Father, regia di, non accreditato, Hal Roach - cortometraggio (1919)
- Hoot Mon!, regia di Hal Roach (1919)
- I'm on My Way - cortometraggio (1919)
- The Dutiful Dub, regia di Alfred J. Goulding (1919)
- A Sammy in Siberia (1919)
- Young Mr. Jazz, regia di Hal Roach (1919)
- Crack Your Heels, regia di Alfred J. Goulding (1919)
- Ring Up the Curtain, regia di Alfred J. Goulding (1919)
- Si, Senor, regia di Alfred J. Goulding (1919)
- Pistols for Breakfast, regia di Alfred J. Goulding (1919)
- Swat the Crook (1919)
- Off the Trolley, regia di Alfred J. Goulding (1919)
- At the Old Stage Door, regia di Hal Roach (1919)
- A Jazzed Honeymoon, regia di Hal Roach (1919)
- Count Your Change, regia di Alfred J. Goulding (1919)
- Chop Suey & Co., regia di Hal Roach (1919)
- An Auto Nut (1919)
- His First Flat Tire (1920)
- Big Town Ideas (1921)
- Try, Try Again (1922)
- Paste and Paper (1922)
- Loose Change (1922)
- Rich Man, Poor Man (1922)
- Stand Pat (1922)
- Friday, the Thirteenth, regia di James D. Davis (1922)
- The Late Lamented, regia di Robert Eddy (1922)
- A Bed of Roses (1922)
- Busy Bees (1922)
- The Bride-to-Be (1922)
- Take Next Car (1922)
- Touch All the Bases (1922)
- The Truth Juggler (1922)
- Rough on Romeo (1922)
- Wet Weather (1922)
- The Landlubber, regia di James D. Davis (1922)
- Bone Dry (1922)
- Soak the Shiek (1922)
- Face the Camera (1922)
- The Uppercut (1922)
- Shiver and Shake (1922)
- The Golf Bug, regia di James D. Davis (come James Davis) (1922)
- Shine 'Em Up! (1922)
- Washed Ashore (1922)
- Harvest Hands (1922)
- The Flivver (1922)
- Blaze Away, regia di J.A. Howe - cortometraggio (1922)
- I'll Take Vanilla, regia di James D. Davis (1922)
- Fair Week, regia di James D. Davis (1922)
- The White Blacksmith (1922)
- Fire the Fireman (1922)
- Post No Bills, regia di Ralph Ceder (1923)
- Watch Your Wife, regia di J.A. Howe (1923)
- Mr. Hyppo (1923)
- Don't Say Die (1923)
- Jailed and Bailed (1923)
- A Loose Tightwad (1923)
- Tight Shoes (1923)
- Do Your Stuff (1923)
- Shoot Straight (1923)
- For Safe Keeping (1923)
- Bowled Over (1923)
- Get Your Man, regia di George Jeske (1923)
- The Smile Wins, regia di George Jeske (1923)
- Good Riddance (1923)
- Speed the Swede (1923)
- Sunny Spain (1923)
- For Art's Sake (1923)
- Fresh Eggs (1923)
- Uncovered Wagon (1923)
- For Guests Only (1923)
- Live Wires, regia di J.A. Howe (1923)
- Take the Air (1923)
- Finger Prints (1923)
- Winner Take All (1923)
- Dear Ol' Pal (1923)
- Join the Circus (1923)
- Get Busy (1924)
- Whispering Lions (1925)
- The Caretaker's Daughter, regia Leo McCarey (1925)
- The Sleuth, regia di Joe Rock e Harry Sweet (1925)
- Are Parents Pickles? (1925)
- Whistling Lions (1925)
- Between Meals (1926)
- Don't Butt In, regia di Ray Grey (1926)
- Soft Pedal (1926)
- Pay the Cashier (1926)
- The Only Son (1926)
- Hired and Fired (1926)
- The Old War-Horse (1926)
- Muraglie (Pardon Us) (1931)
- Washee Ironee (1934)

### Regista
- The Pickaninny (1921)
- Mixed Nuts (1922)
- Just a Minute (1924)
- Hard Knocks (1924)
- Love's Detour (1924)
- The Fraidy Cat (1924)
- Don't Forget (1924)
- Should Sailors Marry? (1925)
- The Cow's Kimona (1926)
- On the Front Page (1926)
- There Ain't No Santa Claus (1926)
- Many Scrappy Returns (1927)
- Are Brunettes Safe? (1927)
- A One Mama Man (1927)
- Forgotten Sweeties (1927)
- Bigger and Better Blondes - cortometraggio (1927)
- Fluttering Hearts (1927)
- What Women Did for Me (1927)
- The Sting of Stings (1927)
- The Lighter That Failed (1927)
- Now I'll Tell One (1927)
- Us (1927)
- Assistant Wives (1927)
- Never the Dames Shall Meet (1927)
- All for Nothing (1928)
- Galloping Ghosts (1928)
- Una bella serata (Their Purple Moment) (1928)
- Gli uomini sposati devono andare a casa? (Should Married Men Go Home?) (1928)
- Marinai a terra (Two Tars) (1928)
- Paura al cimitero (Habeas Corpus) 1928)
- Chasing Husbands (1928)
- Ruby Lips (1929)
- Lesson No. 1 (1929)
- Happy Birthday (1929)
- Furnace Trouble (1929)
- Stewed, Fried and Boiled (1929)
- Tempo di pic-nic (Perfect Day) (1929)
- L'esplosione (They Go Boom!) (1929)
- Lavori forzati (The Hoose-Gow) (1929)
- La Vida Nocturna - versione spagnola di Blotto (1930)
- Une nuit extravagante - versione francese di Blotto (1930)
- Tiembla y Titubea - versione spagnola/argentina di Below Zero (1930)
- Der Spuk um Mitternacht - versione tedesca di The Laurel & Hardy Murder Case (1930)
- Radiomanía - versione spagnola di Hog Wild (1930)
- Noche de duendes - versione spagnola di Night Owls (1930)
- Feu mon oncle - versione francese di The Laurel & Hardy Murder Case (1930)
- I ladroni (Night Owls) (1930)
- La sbornia (Blotto) (1930)
- I monelli (Brats) (1930)
- Sotto zero (Below Zero) (1930)
- Un marito servizievole (Hog Wild) (1930)
- I vagabondi o L'eredità (The Laurel & Hardy Murder Case) (1930)
- Un nuovo imbroglio (Another Fine-Mess) (1930)
- La Señorita de Chicago - versione spagnola di The Pip from Pittsburg con Charley Chase (1930)
- Los Presidiarios - versione portoghese di Pardon Us, durata: 62 min (1931)
- Muraglie (Pardon Us) (1931)
- Hinter Schloss und Riegel - versione tedesca di Pardon Us (1931)
- La bugia (Be Big!) (1931)
- The Pip from Pittsburgh (1931)
- Monerías - versione spagnola di Rough Seas con Charley Chase (1931)
- Rough Seas (1931)
- One of the Smiths (1931)
- The Panic Is On (1931)
- Skip the Maloo! (1931)
- What a Bozo! (1931)
- Tutto in ordine (Helpmates) (1932)
- La scala musicale (The Music Box) (1932)
- Il circo è fallito o Stanlio & Ollio eroi del circo (The Chimp) (1932)
- Ospedale di contea (County Hospital) (1932)
- Young Ironsides (1932)
- Girl Grief (1932)
- Now We'll Tell One (1932)
- Mr. Bride (1932)
- Anniversario di nozze o Lui e... l'altro (Twice Two) (1933)
- Twin Screws (1933)
- Mixed Nuts (1934)
- A Duke for a Day (1934)
- Benny from Panama (1934)
- Washee Ironee (1934)
- Opened by Mistake (1934)
- Treasure Blues (1935)
- Sing, Sister, Sing (1935)
- The Tin Man (1935)
- The Misses Stooge (1935)
- Do Your Stuff (1935)

### Sceneggiatore
- Chasing the Chaser (1925)
- Unfriendly Enemies (1925)
- Laughing Ladies (1925)
- Your Husband's Past (1926)
- Wandering Papas, regia di Stan Laurel (1926)
- Say It with Babies (1926)
- Never Too Old, regia di Richard Wallace (1926)
- Along Came Auntie, regia di Fred Guiol e Richard Wallace (1926)
- Should Husbands Pay? (1926)
- Wise Guys Prefer Brunettes (1926)
- Get 'Em Young, regia di Fred Guiol (1926)
- On the Front Page (1926)
- Galloping Ghosts (1926)
- Gli uomini sposati devono andare a casa? (Should Married Men Go Home?), regia di James Parrott (1928)
- I fanciulli del West o Allegri vagabondi (Way Out West), regia di James W. Horne (1937)
- Avventura a Vallechiara o Noi e... la gonna (Swiss Miss), regia di John G. Blystone, Hal Roach (1938)
- Venti anni dopo o Stanlio & Ollio teste dure (Block-Heads), regia di John G. Blystone (1938)